# Есхіл
Есхіл (дав.-гр. Αισχύλος, англ. Aeschylus; 525 до н. е., Елевсін — 456 до н. е., Джела, Сицилія) — давньогрецький трагік, автор класичної трагедії, перший із трьох великих афінських трагіків V ст. до н. е. разом із Софоклом та Евріпідом.
Як і всі трагіки до Софокла, сам виконував ролі у своїх драмах, наймав також і професійних акторів, керував хором як хормейстер. Вважається, що саме Есхіл зробив надзвичайно важливий крок у розвитку драми, ввівши в дію другого актора (девтерагоніста).

## Біографія
За даними з життєпису, який є у рукопису його трагедій XI ст., Есхіл народився в 525 році до н. е. в сусідньому з Афінами містечку Елевсін. Його батьком був Евфоріон, який належав до стародавньої афінської аристократії, евпатридів. Есхіл воював з персами у Марафонській битві (490 до н. е., цей факт із гордістю відзначено у його епітафії), де загинув його брат Кинагир, брав участь також у битві при Саламіні (480 до н. е.), оскільки розповідь про цей бій у «Персах» імовірно належить очевидцеві, і, ймовірно, при Платеях (479 до н. е.). За молодості Есхіла, за часів занепаду Пісістратидів, Афіни були малозначущим містом, але йому довелось стати свідком тріумфу демократичного ладу, який вивів Афіни на провідне місце в грецькому світі, що сталося після греко-перських воєн.
Вперше Есхіл-драматург виступив у 500 до н. е., він переміг у традиційних змаганнях драматургів на т. зв. Великих Діонісіях у 516 році до н. е. Есхіл згодом ще 12 разів займав перше місце у цих змаганнях.
Протягом життя Есхіл кілька разів виїздив з Афін до тогочасної грецької колонії Сицилії, правителі якої залюбки приймали в себе поетів, художників і філософів. Крім «батька трагедії», там бували уславлені лірики — Сімонід, Піндар, Вакхілід.

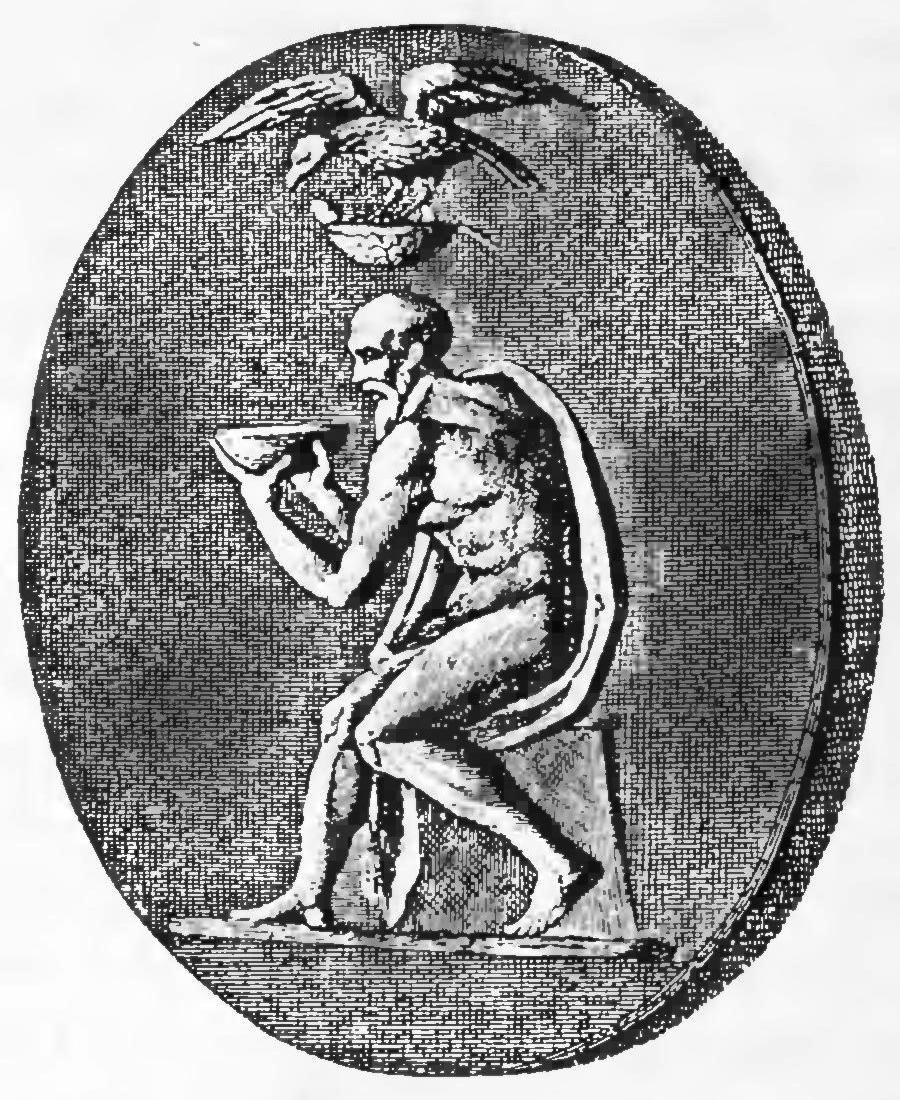
Орел з черепахою над головою Есхіла

Наприкінці життя у поета відбулася особиста драма. Через якісь невідомі причини він, один з героїв битви при Марафоні, був змушений залишити Афіни. Античні біографи дають плутані свідчення про цю подію. Одні стверджують, що в своїх трагедіях Есхіл приховано відтворив елементи культу Деметри, про які мали право знати лише посвячені, й розкриття їх вважалося злочином. Інші дають правдоподібнішу версію. Есхіл не сприйняв демократичних реформ, він був прихильником традиційних форм управління в Афінах, тому що саме вони допомогли вистояти проти перської навали.
Переказ про те, начебто в 468 до н. е. Есхіл залишив Афіни, тому що його обурив успіх молодшого суперника Софокла, очевидно недостовірний, тому що у 467 до н. е. Есхіл уже знову в Афінах на постановці своєї трагедії «Семеро проти Фів»
Після 458 до н. е.. Есхіл знову поїхав до Сицилії, де помер у м. Гелі в 456 до н. е. Валерій Максім написав, що Есхіла вбив орел, який скинув черепаху на його голову, переплутавши лису голову Есхіла із каменем підхожим, щоб розбити панцир черепахи.
Надгробний напис вважають твором самого поета:
 Тут, у землі хлібодайної Гели, впокоївсь навіки

 Житель афінський — Есхіл, Евфоріона син. 

 Довговолосі мідійці змогли оцінить його силу, 

 А марафонські гай і плем’я — свідки відваги його.
Після його смерті в Афінах була прийнята ухвала, що всякий охочий поставити п'єсу Есхіла «одержить хор» від влади (тобто отримає дозвіл зробити постановку драми на святі Діонісій).

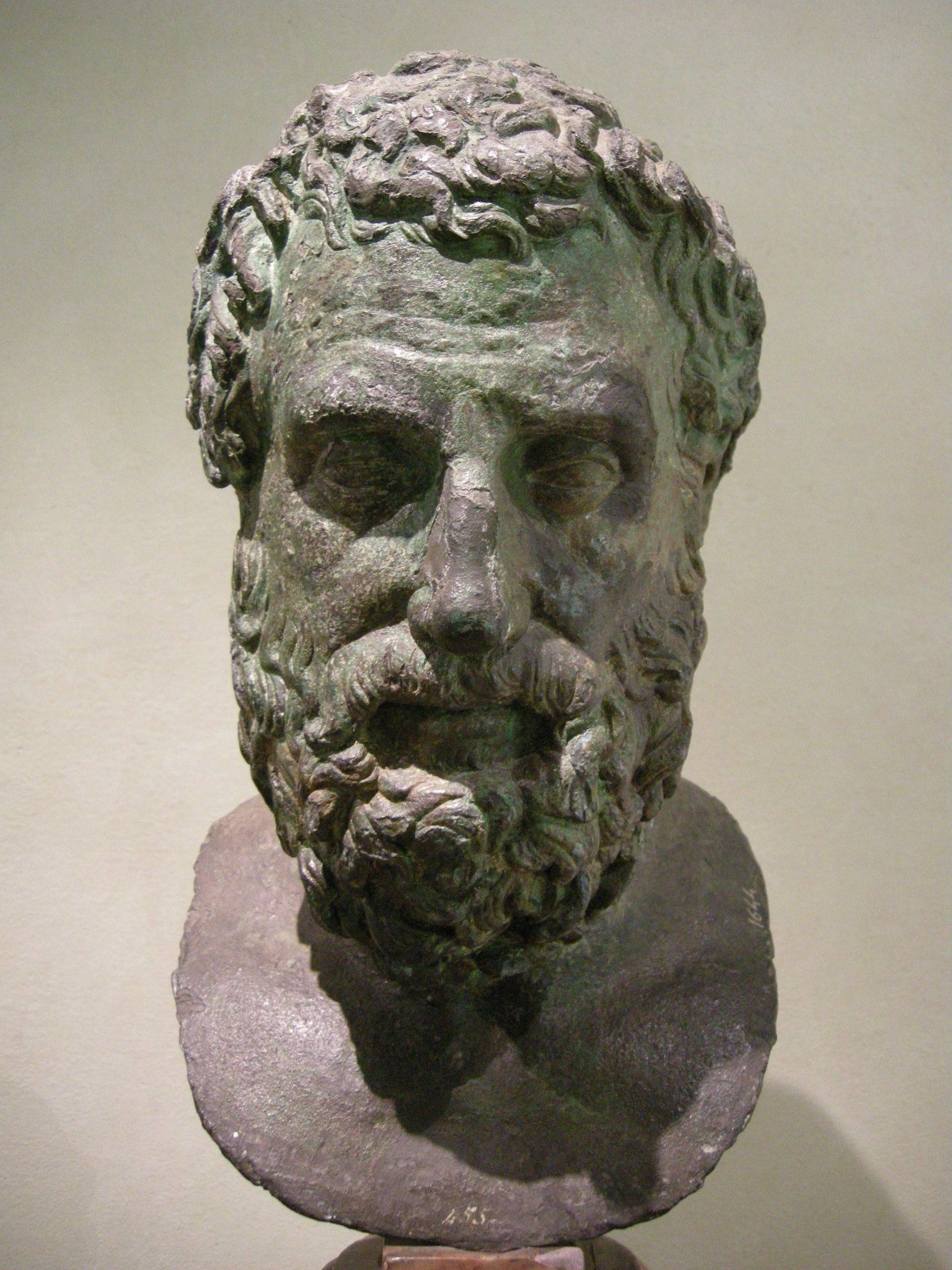
Есхіл.

## Творчість

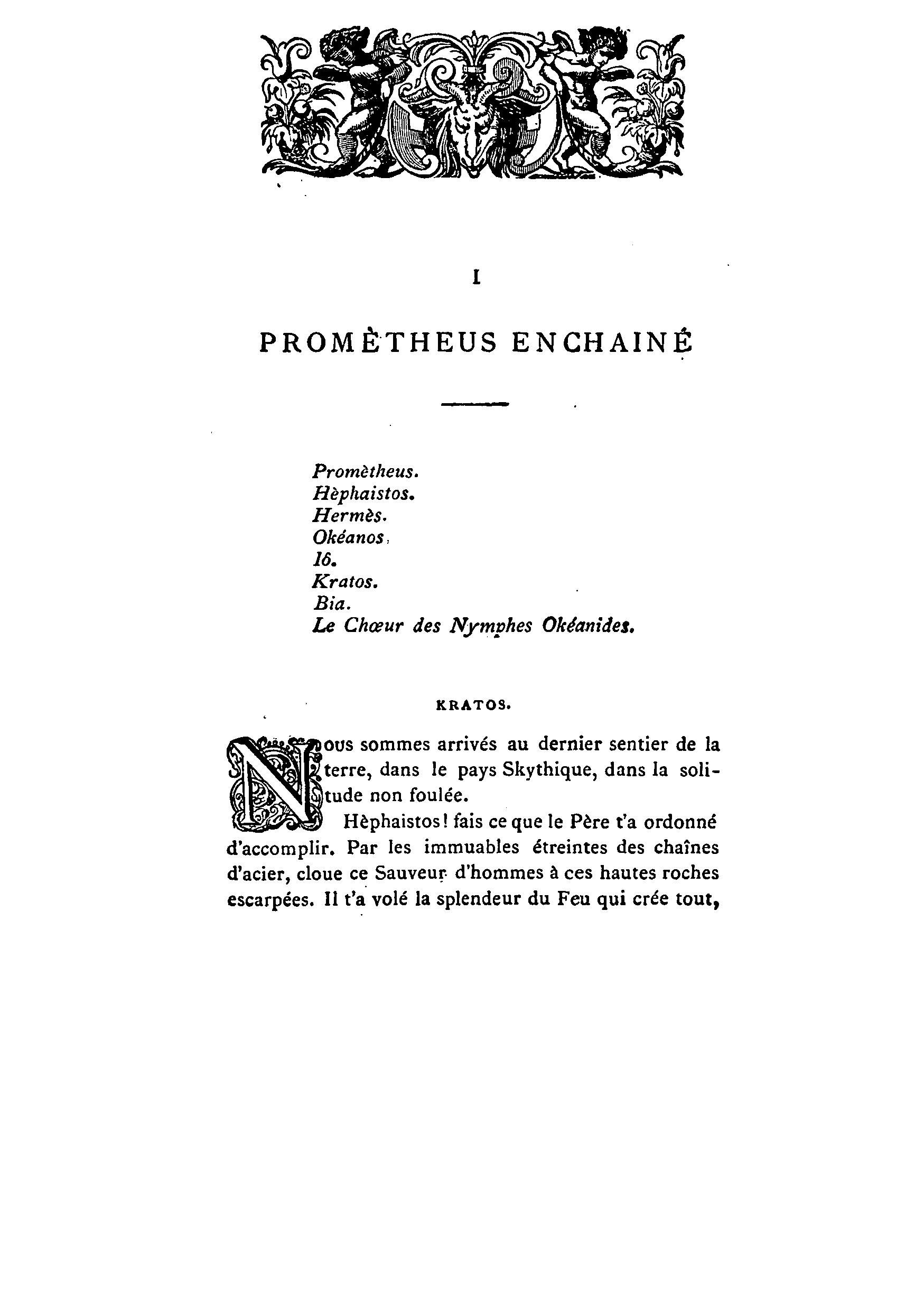
Прометей закутий, видання XIX століття, Париж

Драматургія Есхіла міцно пов'язана з традиціями героїчного епосу і хорової лірики. Головне місце в них відведене ліричним та епічним пісням хору, без розвитку характерів, а лінія драми зламується один раз (має одну перипетію).
Есхіл об'єднував свої трагедії в трилогії (тетралогії з додатковою сатиричною драмою), присвячені спільній темі, наприклад долі роду Лайя. Невідомо, чи був він першим, хто почав створювати подібні трилогії, однак використання такої форми відкривало широкий простір для думки поета і стало одним з чинників, які дозволили йому досягти досконалості. Вважають, що Есхіл був автором дев'яноста драм, назви 79 нам відомі; з них 13 — сатиричні драми, які звичайно ставилися як доповнення до трилогії. До нас дійшло тільки 7 трагедій внаслідок ретельного добору, зробленого в останні століття античності, де вони були у шкільному читанні, і тому їх можна вважати найкращими або найтиповішими плодами поетичного дарування Есхіла.
- «Перси» («Persai»), єдина історична драма, яка дійшла до нас з усієї грецької літератури, описує поразку персів при Саламіні 480 до н. е.. Твір мав надзвичайне значення для афінських глядачів, адже на відміну від деяких грецьких полісів, Афіни змогли відбити напад загарбників. Есхіл бачив запоруку перемоги своїх співвітчизників над сильним ворогом у тому, що афіняни захищали не лише свою вітчизну, особисту свободу, але й свою демократію, рівність громадянських прав, яких не було в інших греків і перських воїнів, залежних від деспотичної влади свого правителя.
- «Прометей закутий» («Προμηθευς Δεσμώτης», «Prometeus desmotes»). Щодо часу постановки трагедії «Прометей закутий» свідчень немає, але вважають, що трагедія належить до пізнього періоду творчості Есхіла. Імовірно, це була частина трилогії, присвяченої Прометею. Сюжет трагедії запозичений з міфу про покарання Прометея, який всупереч волі Зевса викрадає з Олімпа вогонь і дарує його людям. До того часу люди вели напівтваринний спосіб життя, а богів-олімпійців зовсім не обходили їхні бідування. Прометей приніс вогонь й навчив людей обробляти землю, будувати житла, лікувати хвороби, читати й писати, приносити богам жертви. За непослух Зевс, якому Прометей колись допоміг здобути владу над світом, наказав прикувати титана до скелі на краю світу. Образ прихильного до людей учителя — Прометея набув надзвичайної ваги серед афінян у період розквіту ремісництва, торгівлі, мистецтва та медицини.
- Трагедія «Семеро проти Фів» («Έπτα επι Θήβας», «Hepta epi Thebas»), поставлена в 467 до н. е., є викладом історії синів Едіпа, Етеокла й Полініка. Це завершальна частина трилогії, перші дві трагедії були присвячені Лаю і його синові Едіпу.
- Трагедія «Благальниці» («Hiketides») викладає історію п'ятдесяти дочок Даная, які забажали втекти з Єгипту, щоб не виходити заміж за своїх двоюрідних братів, синів Єгипту, і знайшли притулок в Аргосі. Через надмір архаїзмів цю трагедію довгий час вважали найранішим зі збережених творів Есхіла, однак папірусний фрагмент, опублікований 1952 року, дозволяє датувати її приблизно 463 до н. е..
- Трилогія «Орестея» була написана 458 до н. е. і складається з таких частин:
  - «Агамемнон» («Άγαμεμνον»),
  - «Жертва біля гробу» («Хоефори», «Χοηφόροι», «Choeforoi»),
  - «Евменіди» («Ευμενίδες», «Eumenides»).

Збереглося понад 400 уривків із творів, до яких відкриття нових папірусів час від часу додають нові.
Під безпосереднім впливом Есхіла перебували Софокл і Евріпід, Арістофан визнав його першість, деякі з його трагедій стали прототипами для творів римських поетів Еннія, Акція, Сенеки. В елліністичну епоху його твори не ставилися; ними займалися лише граматики й історики літератури. На драматургів Нового часу Есхіл вплинув за допомогою трагедій Сенеки. Відомий ще з часів Ренесансу, він збудив особливий інтерес у XVIII ст. Сильний вплив Есхіла спостерігався в період романтизму. Британські поети (Байрон, Шеллі, Кітс) створили і поширили уявлення про «прометеїзм». Наприкінці XIX ст. трагедії Есхіла знову вийшли на сцену і ставляться донині, особливо «Орестея», у центрі якої «вічні» моральні проблеми: вибір між обов'язком і родинним почуттям, право на помсту і її можливі границі, відповідальність людини за прийняте рішення. Вплив Есхіла на мистецтво був меншим, ніж на поезію.

### Твори, які не збереглися

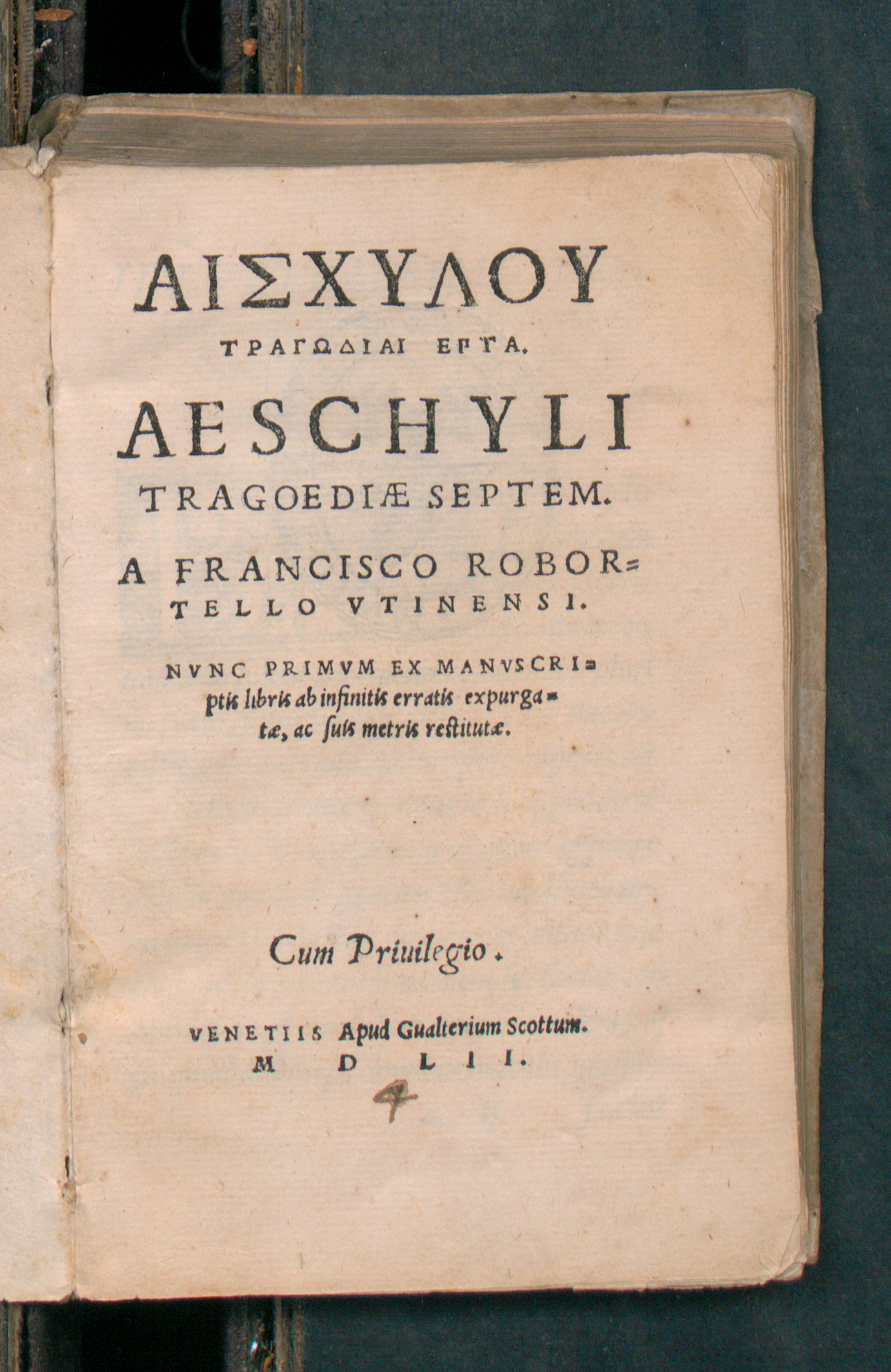
Aeschyli Tragoediae septem, 1552

- Дві частини тетралогії, яка містила «Перси» і сатирична драма, зв'язана сюжетно:
  - Трагедія «Фіней» («Fineus»).
  - «Главк Понтійський» («Gloukos Pontieus»).
  - Сатирична драма «Прометей-вогненосець» («Prometeus Pyrkaeus»).
- «Прометей звільнений» («Prometeus lyomenos»).
- Дві частини фіванської тетралогії, з якої збереглися «Семеро проти Фів» і сатирична драма, пов'язана сюжетно:
  - «Лай» («Laios»).
  - «Едіп» («Oidipus»)
  - Сатирична драма «Сфінкс».
- Сатирична драма «Протей» («Proteus»), тема якого була узята з Одіссеї.
- «Мірмідоняни» («Myrmidones»), трагедія, нещодавно відкрита завдяки знахідкам папірусів.
- Сатирична драма «Рибалки» («Diktyulkoi»).
- Дві частини трилогії, до якої входили «Благальниці»:
  - «Єгиптяни» («Aigyptioi»).
  - «Данаїди» («Danaides»).
- «Етнеянки» («Aitnai» або «Aitnaiai»).
- «Ніоба».
- «Кассандра».
- «Етеокл».
- «Клітемнестра».
- «Фрініх».

## Стиль і мова
Стиль і мова Есхіла узгоджені зі змістом. Висока патетичність випливає з добору слів і їхнього зв'язку. Есхіл створював неологізми, барвисті метафори й описи. Мова простих людей, що з'являються в його трагедіях, — повсякденна і зрозуміла. Різні метричні одиниці, переплітаючись у межах одного рядка, творять своєрідну ритмічну канву, що створює певні труднощі для перекладачів.

## Драматургічна майстерність

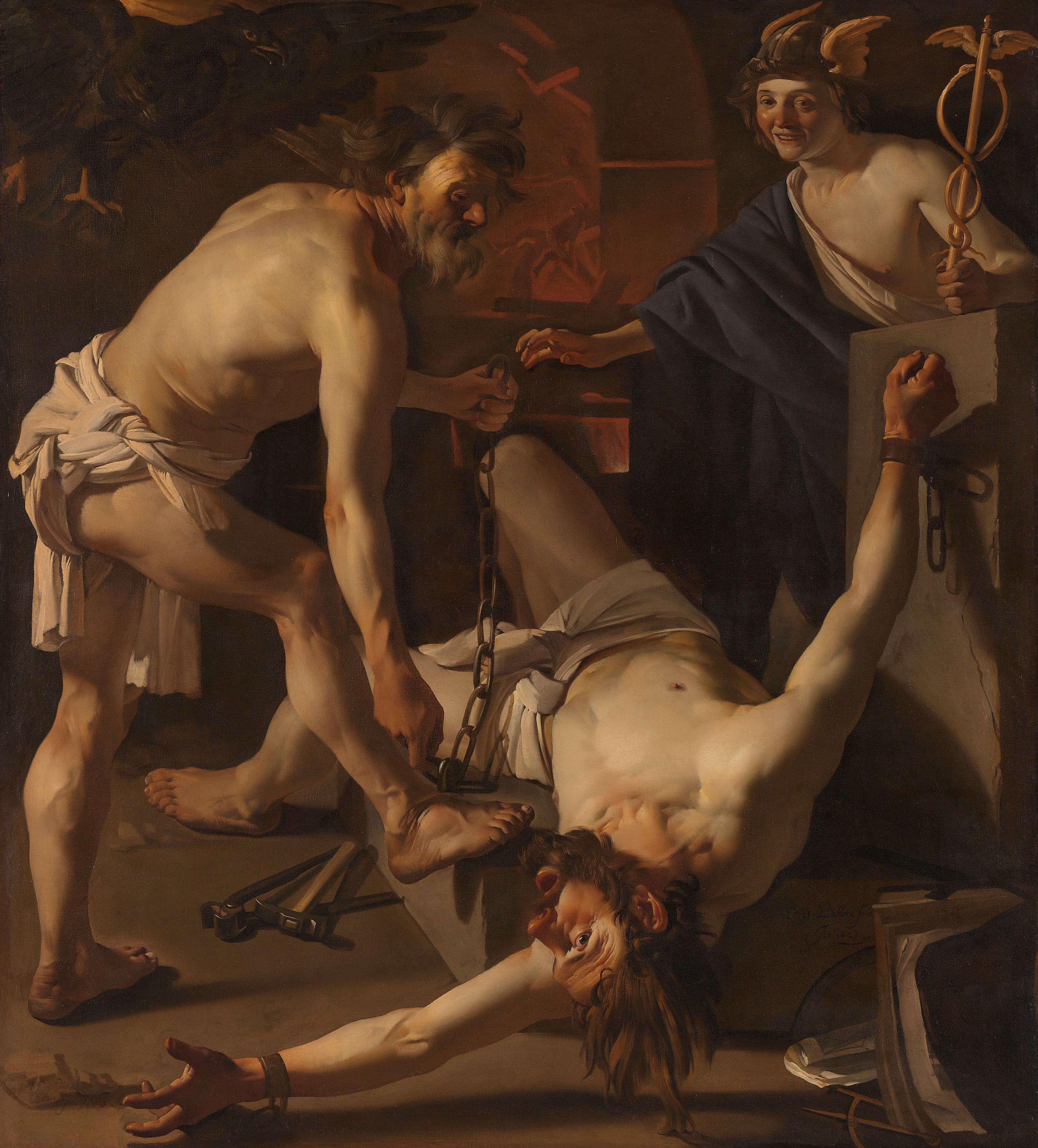
Дірк ван Бабюрен (1623) «Прометей прикутий Вулканом»

Драматургія Есхіла міцно пов'язана з традиціями героїчного епосу і хорової лірики. Його трагедії були, власне, ще не драмами, а більш-менш цілісними фрагментами героїчних легенд. Головне місце в них відведене ліричним та епічним пісням хору, не було розвитку характерів, а лінія драми зламувалася лише один раз (мала одну перипетію).
Коли Есхіл починав писати, трагедія була переважно ліричним хоровим твором і, цілком ймовірно, складалася з хорових партій, які зрідка переривалися репліками, якими обмінювалися проводир хору (корифей) і єдиний актор (утім, по ходу драми він міг грати кілька ролей). Есхіл удосконалив драматичну техніку: обмежив участь, а отже, й значення хору; увів на сцену другого актора, що уможливило розвиток дії і пожвавлення діалогу. Доля хору завжди залучена до трагедії, результат драми певною мірою торкається і його учасників. Есхіл використовував хор як додаткового актора, а не просто як коментатора подій. Пісні хору, які переплітаються з епізодами, утворюють величне тло, вони передають безпосереднє відчуття трагічної ситуації, створюють настрій тривоги і жаху і часом містять указівку на моральний закон, що є прихованою пружиною дії. Використовував нові виразні засоби: блискучі описи (битва під Саламіні, падіння Трої), барвисті оповідання, що становлять події, які відбуваються або всередині палацу («Агамемнон»), або далеко від місця основної дії («Перси»); діалог у формі коротких питань і відповідей. Використовував сценічні паузи («Ніоба», «Прометей прикутий», «Кассандра» в «Агамемноні») для створення відповідного настрою. Велику роль у трагедіях Есхіла грали музичні елементи, хорові і сольні партії. Есхіл удосконалив акторський склад і урізноманітнив маски. Екзотичні костюми акторів у «Благальницях» і «Персах», описи іноземних звичаїв свідчать про інтерес поета до варварського світу.

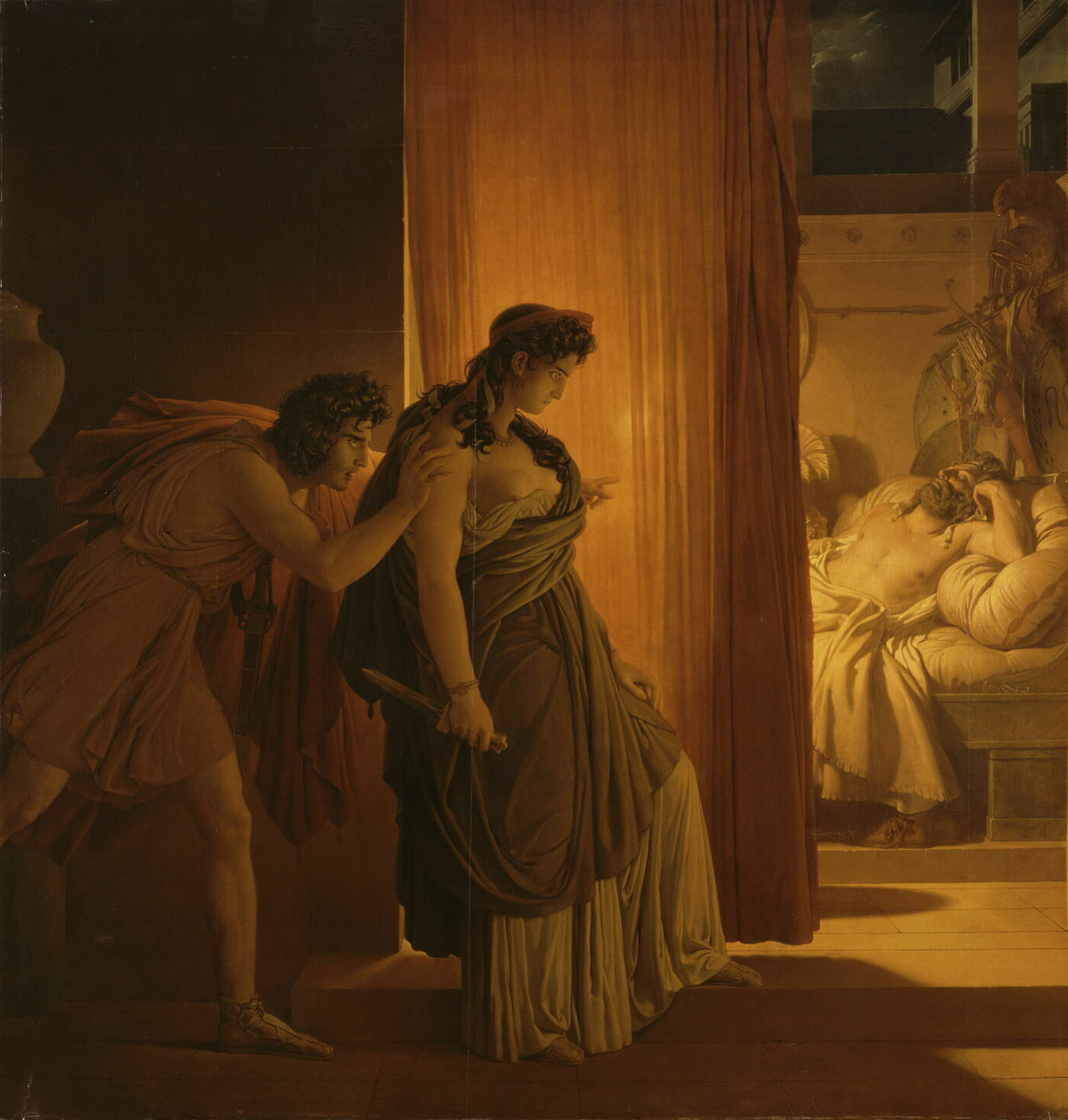
Вбивство Агамемнона, П'єр-Нарсісс Герен (1817)

Він перший синтезував усі елементи, пов'язані з дифірамбічними заспівами, надавши їм глибоко драматичного характеру. Завдяки його творчості трагедія набула першорядного суспільного звучання і стала найголовнішим драматичним жанром.
З удосконаленням нового жанру зросла і художня майстерність поета. Есхіл надав усім частинам та елементам трагедії досконалої форми. Зокрема, він увів так звану формулу трагічного мовчання, яка створювала напруження. Тривогу глядачів, чекання ними чогось страшного й невідворотного викликала утворювана автором атмосфера жаху на сцені. Цей жах підтримувався й штучними деталями чи ефектними прийомами — на сцені неодноразово з'являлися знаряддя вбивства — закривавлена зброя, герої постійно згадували про злочин. У своєрідній драматичній формі Есхіл передав важливі історичні процеси: запеклу боротьбу між матріархатом і патріархатом, утвердження нових, демократичних інституцій, які зміцнюють авторитет держави, освячений протегуванням богині Афіни.
«Орестея» — пізня трагедія Есхіла, яка характеризується зрослою майстерністю автора, який, імовірно, зазнав впливу нової драматургії Софокла. Це виявилося у впровадженні у дію третього актора, збагаченні пластики персонажів, динамічнішому розвитку подій. Незважаючи на те, що Есхіл трохи скоротив партії хору, підпорядкувавши їх драматичному аспектові трагедії, вони продовжували відігравати важливу роль у його п'єсах. У «Евменідах» хор Еріній репрезентує одну із сторін конфлікту. У «Хоефорах» хор постійно спонукає до дії Ореста. Особливу роль відіграє хор в «Агамемноні», він не дійова особа, але створює виразне тло для розвитку дії. Завдяки пісням хору, передчуття майбутніх подій зростає з кожною сценою і готує глядача до катастрофи. У кожній із есхілівських трагедій можна знайти виразні, метафоричні партії хору, цікаві також їхнім внутрішнім перегукуванням. 

## Філософія і світогляд

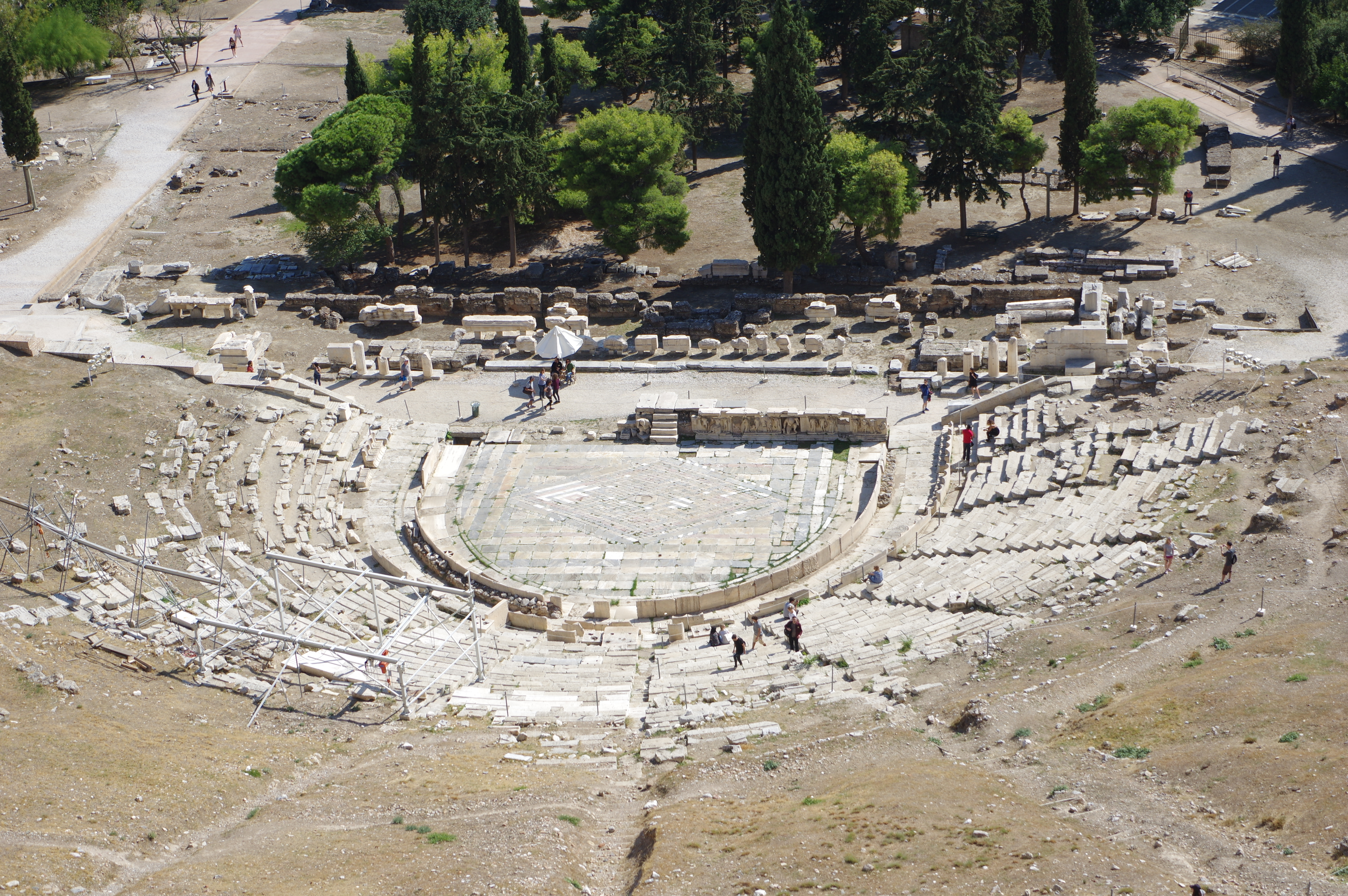
Сучасне зображення театру Діоніса в Афінах, де ставилися багато п'єс Есхіла

Есхіл жив у часи, коли демократичні порядки в Афінах не зміцніли, у самому місті точилася напружена боротьба між родовою аристократією і демократією, яка робила свої перші кроки. Тривав перехідний період, тому давні традиції родового суспільства позначалися на свідомості громадян. Не уник впливу родової ідеології й Есхіл. Цим пояснюється складність світогляду поета, якому були близькі погляди та інтереси частини родової аристократії, але який водночас не міг бачити того нового й прогресивного, що несли з собою демократичні перетворення в державі.
Він поділяв погляди тієї просвіченої аристократії, яка сприяла віяння часу і почала відстоювати права людини нового періоду, заперечуючи варварство і дикість архаїчного минулого. Ця аристократія усвідомила вже перевагу полісної системи над застарілою родовою, яка вирізнялася первісними, невизначеними відносинами між людьми. Тому Есхіл з такими патріотичними піднесеннями закликав еллінів на захист Афінської держави перед спільною загрозою перської навали і сам подав приклад, захищаючи її зі зброєю в руках. Він ненавидить зраду, особливо якщо вона загрожує незалежності вітчизни. Загалом, подібна риса людини викликає у героїв Есхіла найгостріше засудження. Поняття вірності як етичної категорії сформувалося у свідомості поета під впливом нових взаємин у полісному суспільстві.
Любов до батьківщини — одна з постійних тем у творах Есхіла. Патріотичним духом просякнута трагедія «Семеро проти Фів», у якій правитель Етеокл віддає власне життя, аби не проливати кров своїх співгромадян. Ідеальним керівником держави зображений і цар Пеласг, який бере під захист дочок Даная («Благальниці»).
Трагедія «Перси» несе в собі пафос перемоги всього народу — таким чином поет висловив свою любов до батьківщини. У «Прометеї» присутня незвичайна характеристика верховного бога Зевса, в інших відомих трагедіях Есхіла Зевс виступає вартовим моральності та уособленням справедливості, а в «Прометеї» він наділений явними рисами неприборканого у своїй жорстокості та свавіллі тирана. Таке враження посилює сюжетна лінія Іо — дівчина, яку Зевс на догоду своїй хтивості прирік на лиха й страждання.
Будучи прихильником демократії, Есхіл вважав за необхідне зберегти владу аристократів, за умови надання їй більшої цивілізованості. Тобто поет виступав за демократизований певною мірою аристократичний поліс. Такі державні форми, як тиранія і деспотія, а також і повна демократія з її надто вільними і тому досить небезпечними ідеалами, для Есхіла неприйнятні.
Трагедії Есхіла перейняті морально-релігійними ідеями. Поет намагався примирити традиційну грецьку міфологічну етику з новою мораллю, релігійний світогляд зі світським. Прагнув осягнути таємницю людської долі й діянь. Він вірив, що людськими прагненнями керує провидіння і що навіть боги не можуть протистояти долі. Людина, упоєна занадто великою могутністю і багатством, легко піддається почуттю переваги, що підштовхує її до злочину. Кара за провину падає на винуватця і весь його рід. Есхіл робить людину відповідальною за власні дії. Страждання, за Есхілом, єдина школа життя, що вчить «помірності».
Найбільшим досягненням Есхіла було створення глибоко продуманої теології. Відштовхуючись від грецького антропоморфного політеїзму, він прийшов до ідеї єдиного вищого божества, майже цілком позбавленого антропоморфних рис («Благальниці»). У теології Есхіла божественне керування світобудовою поширюється і на царство людської моралі. Тому божественні сили незмінно карають гріхи і злочини людей. Дія цієї сили не зводиться до відплати за зайве благополуччя, як думали деякі сучасники Есхіла: належним чином використане багатство не спричиняє загибелі. Однак занадто благополучні смертні виявляють схильність до сліпої омани, божевілля, що, своєю чергою, породжує гріх або самовпевненість і зрештою призводить до божественного покарання і загибелі. Наслідки такого гріха часто сприймаються як спадкоємні, що передаються усередині родини у вигляді родового прокльону, однак Есхіл дає зрозуміти, що кожне покоління робить свій власний гріх, тим самим викликаючи до життя родовий проклін. Водночас покарання не сліпа і кровожерлива відплата за гріх: людина навчається через страждання, тому страждання слугує позитивній моральній задачі.

## Переклади українською
- Айсхіль. Орестея: винятки з трилогії / пер. В. Сімович (Васаген Сімартич). — Львів, 1937.
- Благальниці / Есхіл ; пер. А. Содомори // Трагедії / пер. з давньогрец. А. Содомори., Б. Тена. — К. : Дніпро, 1990. — С. 59-98.
- Евменіди / Есхіл ; пер. А. Содомори // Трагедії / пер. з давньогрец. А. Содомори., Б. Тена. — К. : Дніпро, 1990. — С. 267—302.
- Жертва біля гробу / Есхіл ; пер. А. Содомори // Трагедії / пер. з давньогрец. А. Содомори., Б. Тена. — К. : Дніпро, 1990. — С. 227—266.
- Орестея. Агамемнон / Есхіл ; пер. А. Содомори // Трагедії / пер. з давньогрец. А. Содомори., Б. Тена. — К. : Дніпро, 1990. — С. 174—226.
- Перси / Есхіл ; пер. А. Содомори // Трагедії / пер. з давньогрец. А. Содомори., Б. Тена. — К. : Дніпро, 1990. — С. 21-58.
- Прометей закутий / Есхіл ; переклад з грецької та коментарі Бориса Тена; вступна стаття і загальна редакція: О. І. Білецького. — К.: Мистецтво, 1949. — 191 с.
- Прометей закутий / Есхіл ; пер. з давньогрецької Бориса Тена // Давньогрецька трагедія []: збірник / [передм. і прим. Вадима Пащенка]. — К. : Дніпро, 1981. — 232 с. — (Вершини світового письменства). — С. 25-62.
- Семеро проти Фів / Есхіл ; пер. А. Содомори // Трагедії / пер. з давньогрец. А. Содомори., Б. Тена. — К. : Дніпро, 1990. — С. 99-136.